# Iglesia Presbiteriana de la Avenida Woodward
La Iglesia presbiteriana de la avenida Woodward es una iglesia ubicada en la avenida Woodward, en Detroit, Míchigan. Fue construida en 1911 en estilo neogótico y fue diseñada por el arquitecto Sidney Badgley. Se usó durante algún tiempo como la Iglesia de Dios de Abisinia en Cristo. El edificio fue incluido en el Registro Nacional de Lugares Históricos en 1982.

## Historia
Para 1908, los presbiterianos de Detroit se propusieron construir una iglesia para servir a los feligreses ubicados en lo que entonces era el área "norte" de Woodward. Se llevaron a cabo reuniones y la congregación fue organizada por el presbiterio el 17 de marzo de 1908. La iglesia tenía 163 miembros.
El reverendo Sherman L. Divine fue nombrado primer ministro de la congregación y se embarcó en el proyecto que costaría unos 100.000 dólares. La iglesia reclutó nuevos miembros y nuevos fondos. La piedra angular se colocó el 1 de enero de 1910. Comenzó la construcción, basada en un diseño de Sidney Rose Badgley. La iglesia se consagró el 23 de junio del año siguiente.
La membresía superó los 2.200 feligreses en 1921. Sin embargo, en la década de 1950, muchos miembros abandonaban Detroit para ir a los suburbios del norte. El templo comenzó a tener problemas, con menos de 1.000 miembros en 1961 y solo 404 en 1971. En 1981, se fusionó con la Covenant Church. 
Las iglesias combinadas todavía tenían menos de 500 miembros, pero en 1991 había solo 210. En 1993, la congregación se separó de la iglesia presbiteriana y finalmente se convirtió en la Iglesia Interdenominacional de Abisinia. Cerró tras la muerte del pastor en 2005.
El edificio está abandonado y en mal estado. La propiedad ha sido comprada por un grupo que busca convertir el edificio en un refugio para personas sin hogar.

## Arquitectura

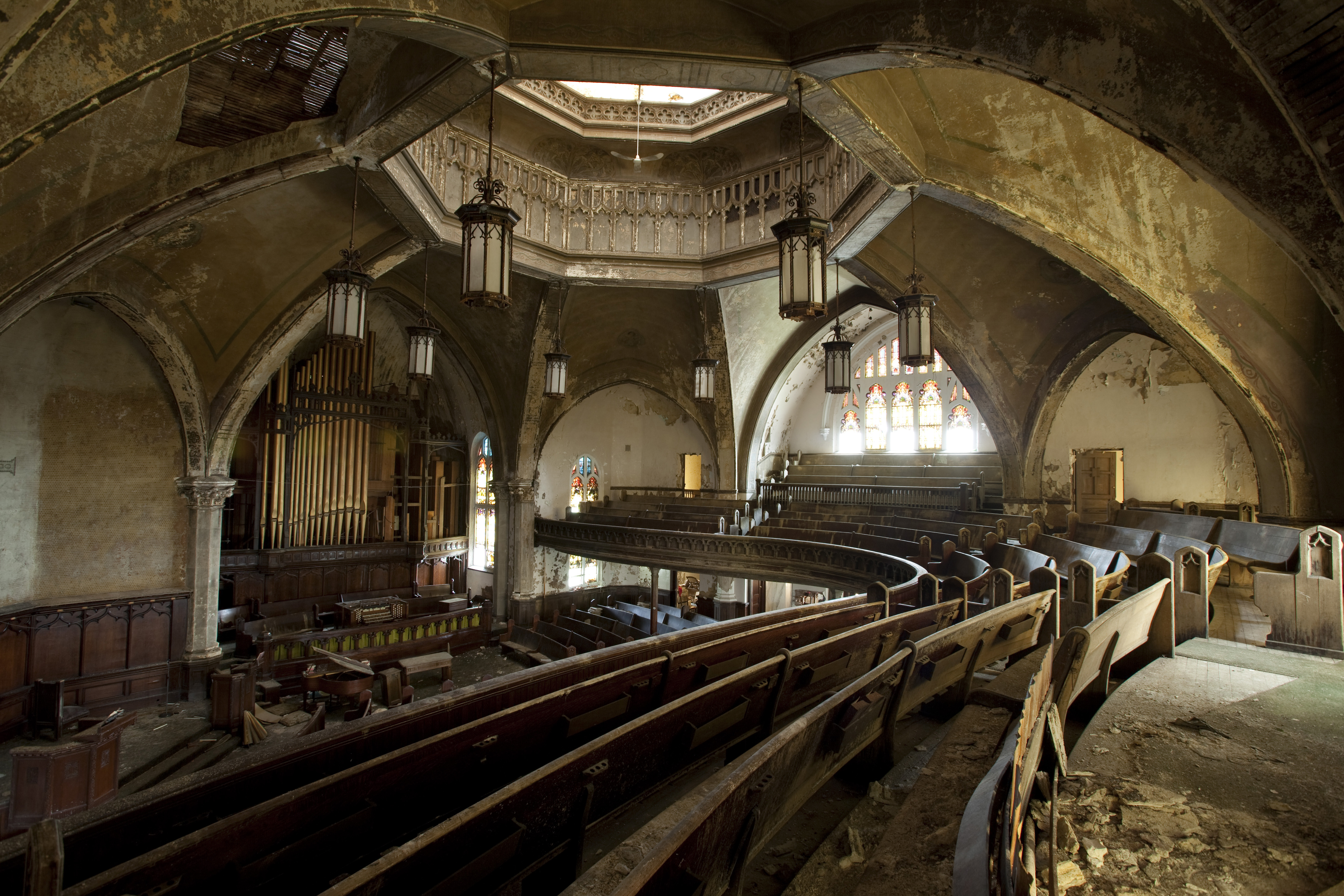
Interior de la iglesia.

De estilo neogótico inglés, la fachada del templo es de roca rugosa y está adornada con una piedra caliza. Mide 184 pies de largo por 104 pies de ancho.
La fachada de Woodward Avenue cuenta con una enorme entrada de piedra tallada con un vitral de colores; dos torres cuadradas flanquean la entrada central. A lo largo del costado, los transeptos a dos aguas contienen ventanas trazadas de altura completa. Un ala educativa de dos pisos, construida al mismo tiempo que el edificio principal, linda con la parte trasera. Una cúpula de linterna, elevada sobre la línea del techo, ilumina el auditorio.

## Lectura adicional
- Hill, Eric J. and John Gallagher (2002). AIA Detroit: The American Institute of Architects Guide to Detroit Architecture. Wayne State University Press. ISBN 0-8143-3120-3.